# お受験
『お受験 OJUKEN』（おじゅけん）は、1999年に公開された日本映画。製作及び配給は松竹。滝田洋二郎監督、矢沢永吉の映画初主演作品である。

## あらすじ
富樫真澄は、実業団の陸上競技部に所属する長距離ランナー。かつては花形選手だったが、45歳となり既に全盛期を超えていた。妻の利恵はそんな真澄の事は気にも留めず、気になる事と言えば一人娘の真結美のお受験の事ばかり。そんな真澄に子会社への出向話が舞い込む。喜んで出向に応じるが、直後に会社は債務を子会社に押し付け子会社は倒産、真澄は責任を取らされる形でクビになることに。出向話そのものがリストラであったことに気付かされる。その後、父親が無職ではお受験にも合格できないということで、しばらく利恵が働くこととなり、真澄は実業団ランナーとしての原点だった湘南マラソンを最後のレースにしようと決め、専業主夫として家事をこなしながら練習を重ねた。ところが湘南マラソンの日はまさに真結美のお受験当日。それでも真澄はレースに出るのだが…

## スタッフ
- 監督：滝田洋二郎
- 脚本・原案：一色伸幸
- 音楽：佐橋俊彦
  - エンディング：矢沢永吉「I have no reason.」
- マラソン指導：谷川真理
- 撮影：栢野直樹
- 編集：冨田功
- 音響効果：東洋音響カモメ
- 合成：マリンポスト
- 現像：IMAGICA
- 企画：佐々木志郎、山田耕大
- キャスティング協力：電通キャスティング局
- 製作者：野村芳樹
- プロデュース：榎望、渡井敏久
- 製作協力：松竹大船撮影所

## キャスト
- 富樫真澄：矢沢永吉
- 富樫利恵：田中裕子
- 富樫真結美：大平奈津美
- 橘要塾長：西村雅彦
- 吉本監督：大杉漣
- 千秋みどり：余貴美子
- 庄場晴之：徳井優
- 聖園小学校校長：岸部一徳
- 聖園小学校教頭：もたいまさこ
- 聖園小学校先生：小柳友貴美
- 杵塚マユミ：小林恵
- 中村橋夫：鈴木一真
- 菅野部長：笹野高史
- 本多昇一社長：本田博太郎
- トーマス栗田：永島敏行
- ランナー：谷川真理
- 高齢市民ランナー：でんでん
- ラジオ実況アナウンサー：塩原恒夫
- ラジオ実況解説者：宇佐美彰朗
- 橘深雪：広岡由里子
- 夕張：螢雪次朗
- 献血ルームの看護婦：秋山菜津子
- 墓石会社社長：橘雪子
- 本多社長の奥さん：高梨亜矢
- クラブの客：大沢在昌、河野治彦

ほか